# Sarcopodium oculorum
Sarcopodium oculorum är en svampart som beskrevs av Gené & Guarro 2002. Sarcopodium oculorum ingår i släktet Sarcopodium, divisionen sporsäcksvampar och riket svampar.   Inga underarter finns listade i Catalogue of Life.